# Kościół Najświętszego Serca Pana Jezusa w Wieczynie
Kościół Najświętszego Serca Pana Jezusa w Wieczynie – rzymskokatolicki kościół parafialny należący do parafii pod tym samym wezwaniem (dekanat Żerków diecezji kaliskiej).
Jest to świątynia wzniesiona w latach 1910-11 na miejscu rozebranego dworu. Reprezentuje styl neogotycki. Wybudowano ją z nietynkowanej cegły na kamiennej podmurówce. Kościół składa się z jednej nawy i posiada drewnianą wieżę.
W 1966 roku świątynia została konsekrowana przez biskupa Lucjana Bernackiego, ówczesnego biskupa pomocniczego archidiecezji gnieźnieńskiej.